# Tinagma columbella
Tinagma columbella är en fjärilsart som beskrevs av Otto Staudinger 1880. Tinagma columbella ingår i släktet Tinagma och familjen skäckmalar. Inga underarter finns listade i Catalogue of Life.